# Рожар
Рожар (словен. Rožar) — поселення в общині Копер, Регіон Обално-крашка, Словенія. Висота над рівнем моря: 154,8 м.